# Liste der portugiesischen Abgeordneten zum EU-Parlament (2014–2019)
Die Liste der portugiesischen Abgeordneten zum EU-Parlament (2014–2019) listet alle portugiesischen Mitglieder des 8. Europäischen Parlaments nach der Europawahl in Portugal 2014.

## Mandatsstärke der Parteien zum Ende der Wahlperiode
- GUE/NGL: 4
- S&D: 8
- ALDE: 2
- EVP: 7

- GUE/NGL: 4
- S&D: 8
- ALDE: 1
- EVP: 8

| Nationale Partei                                       | Mandate | Fraktion                                                                                  |
| ------------------------------------------------------ | ------- | ----------------------------------------------------------------------------------------- |
| Partido Socialista (PS)                                | 8       | Fraktion der Progressiven Allianz der Sozialdemokraten im Europäischen Parlament (S&D)    |
| Partido Social Democrata (PSD)                         | 6       | Fraktion der Europäischen Volkspartei (EVP)                                               |
| Centro Democrático e Social – Partido Popular (CDS-PP) | 1       | Fraktion der Europäischen Volkspartei (EVP)                                               |
| Partido da Terra (MPT)                                 | 1       | Fraktion der Europäischen Volkspartei (EVP)                                               |
| Bloco de Esquerda (BE)                                 | 1       | Konföderale Fraktion der Vereinten Europäischen Linken/Nordischen Grünen Linken (GUE/NGL) |
| Partido Comunista Português (PCP)                      | 3       | Konföderale Fraktion der Vereinten Europäischen Linken/Nordischen Grünen Linken (GUE/NGL) |
| Partido Democrático Republicano (PDR)                  | 1       | Fraktion der Allianz der Liberalen und Demokraten für Europa (ALDE)                       |
| SUMME                                                  | 21      |                                                                                           |

## Abgeordnete
| Bild | Name                       | geb. | MEP seit      | Wahlkreis | Partei | Fraktion | Kommentar |
| ---- | -------------------------- | ---- | ------------- | --------- | ------ | -------- | --- |
|      | Cláudia Monteiro de Aguiar | 1982 | 1. Juli 2014  | Portugal  | PSD    | EVP      | |
|      | Francisco Assis            | 1965 | 1. Juli 2014  | Portugal  | PS     | S&D      | bereits in der 6. Wahlperiode (2004–09) MdEP                                                                       |
|      | Carlos Coelho              | 1960 | 11. Jan. 1994 | Portugal  | PSD    | EVP      | |
|      | José Inácio Faria          | 1962 | 1. Juli 2014  | Portugal  | MPT    | EVP      | am 12. Dezember 2016 Wechsel von ALDE zu EVP                                                                       |
|      | José Manuel Fernandes      | 1967 | 14. Juli 2009 | Portugal  | PSD    | EVP      | |
|      | Elisa Ferreira             | 1955 | 20. Juli 2004 | Portugal  | PS     | S&D      | ausgeschieden am 19. Juni 2016                                                                                     |
|      | João Ferreira              | 1978 | 14. Juli 2009 | Portugal  | PCP    | GUE/NGL  | |
|      | Ana Gomes                  | 1954 | 20. Juli 2004 | Portugal  | PS     | S&D      | |
|      | António Marinho e Pinto    | 1950 | 2014          | Portugal  | PRD    | ALDE     | verließ am 10. September 2014 die MPT, trat am 27. Oktober 2015 der neu gegründeten PRD bei                        |
|      | Marisa Matias              | 1976 | 14. Juli 2009 | Portugal  | BE     | GUE/NGL  | |
|      | Nuno Melo                  | 1966 | 14. Juli 2009 | Portugal  | CDS-PP | EVP      | |
|      | João Pimenta Lopes         | 1980 | 31. Jan. 2016 | Portugal  | PCP    | GUE/NGL  | nachgerückt am 31. Januar 2016 für Inês Cristina Zuber                                                             |
|      | Paulo Rangel               | 1968 | 14. Juli 2009 | Portugal  | PSD    | EVP      | |
|      | Sofia Ribeiro              | 1976 | 1. Juli 2014  | Portugal  | PSD    | EVP      | |
|      | Maria João Rodrigues       | 1955 | 1. Juli 2014  | Portugal  | PS     | S&D      | |
|      | Liliana Rodrigues          | 1973 | 1. Juli 2014  | Portugal  | PS     | S&D      | |
|      | Fernando de Carvalho Ruas  | 1949 | 1. Juli 2014  | Portugal  | PSD    | EVP      | |
|      | Manuel António dos Santos  | 1943 | 28. Juni 2016 | Portugal  | PS     | S&D      | nachgerückt am 28. Juni 2016 für Elisa Ferreira; war bereits in der 5. (2001–04) und 6. Wahlperiode (2004–09) MdEP |
|      | Ricardo Serrão Santos      | 1954 | 1. Juli 2014  | Portugal  | PS     | S&D      | |
|      | Pedro Silva Pereira        | 1962 | 1. Juli 2014  | Portugal  | PS     | S&D      | |
|      | Miguel Viegas              | 1969 | 1. Juli 2014  | Portugal  | PCP    | GUE/NGL  | |
|      | Carlos Zorrinho            | 1959 | 1. Juli 2014  | Portugal  | PS     | S&D      | |
|      | Inês Cristina Zuber        | 1980 | 18. Jan. 2012 | Portugal  | PCP    | GUE/NGL  | ausgeschieden am 30. Januar 2016                                                                                   |